# Apodaca
Apodaca, cuyo nombre completo es Ciudad Apodaca, es una ciudad mexicana situada en el estado de Nuevo León, cabecera del municipio homónimo. Forma parte de la zona metropolitana de Monterrey, localizándose en el extremo oriental de la zona conurbada. Cuenta con una población de 536 436 habitantes según datos del Instituto Nacional de Estadística y Geografía (INEGI) en el año 2020, lo que la convierte en la segunda ciudad más poblada de Nuevo León detrás de Monterrey y en la 32.ª ciudad más poblada de México.

## Acontecimientos históricos en Apodaca
- 1585: Diego de Montemayor reclama el 16 de agosto las Mercedes abandonadas y pide otras tierras más, comprendiendo un segundo ojo de agua, para fundar la Hacienda San Francisco.
- 1610: José de Treviño Quintanilla, firmante como Josephe de Treviño, compra la hacienda el 24 de septiembre en cuatro mil pesos: la transacción de las tierras incluía a 4 caciques naturales (Namecunala, Panalequi, Cayaguama Francisco y Alaguapiame) con su gente, mujeres e hijos.
- 1626: los apellidos «de la Garza» y «de Treviño» son los manifestados el 13 de octubre en planillas como poseedores de fierros para herrar ganado. Hay que hacer notar que por diversas razones, los apellidos portados por los individuos en esas épocas, no son forzosamente los directos de sus líneas paternas.
- 1634: Blas de la Garza y Alonso de Treviño engrandecen la hacienda luego de haberla comprado.
- 1649: Alonso de León, cronista, se refiere a San Francisco como el nombre actualizado de las Mercedes hasta ese año, incluyendo a la de Castaño quien sesenta años antes había decidido mejor incursionar hacia el norte por las montañas (Monclova, Río Salado, Río Bravo, Albuquerque) en busca de minas de plata.
- 1658: Nicolasa de-la-Garza-Falcón Rentería, según registros, nace en la Hacienda San Francisco, hija de Francisco de-la-Garza Falcón y de Leonor Sepúlveda de-Rentería que residían por esos lares.
- 1673: Lázaro de-la-Garza-Falcón Rentería, hermano de Nicolasa, nace el 1 de octubre en la misma hacienda, confirmando que para esa fecha ya había registros de nacimientos acreditados al nombre de San Francisco como asentamiento humano delimitado.
- 1693: los herederos de Francisco y Miguel de la Garza emprenden litigio contra sus primos, los herederos de Blas de la Garza, sobre propiedad de un ojo de agua: en el testimonio de las diligencias del litigio, se mencionan Mercedes y medidas de treinta caballerías de tierra y sitios de ganado mayor y menor de la Hacienda San Francisco, Huinalá y Mezquital; legajo 8, número 20.
- 1700: compras, ventas, divisiones y reparticiones de la Hacienda San Francisco se sucedieron a partir de las propiedades de los hijos de Miguel de-la-Garza Falcón quien había fallecido tres años antes. Poco a poco, asentamientos humanos fueron delimitándose más claramente en 7 haciendas de la hacienda: Aguafría, Encarnación, Huinalá, San Francisco (cabecera), San Juan del Mezquital, San Miguel, Santa Rosa.
- 1772: Nicolás de Elizondo, primera autoridad de Justicia en la Hacienda San Francisco.
- 1801: Pedro José Elizondo encabeza herederos y vecinos el 28 de noviembre requiriendo formalmente separar un pedazo de tierra para el pasteo del ganado, signando la petición 13 personas.
- 1845: José María Flores, es nombrado por elección popular en consulta verbal, primer alcalde el 14 de marzo al igual que el primer Ayuntamiento del Valle de San Francisco. La primera autoridad política a manera de gobernador del Estado era José María Martínez y con ello la petición, autorización y formalidad de eventos en la cabecera como el establecimiento de una compañía filarmónica, la formulación de reglamentos, serenatas, conciertos, obras de teatro, censos y demás.
- 1851: el Valle, o Hacienda San Francisco, fue definido como villa el 31 de marzo cambiándole el nombre por el de Villa de Apodaca en honor a Salvador de Apodaca y Loreto, filántropo comprometido en Nuevo León.

## Historia
Apodaca, o Hacienda San Francisco, fue uno de los lugares más antiguos de poblamiento del Nuevo Reino de León. San Francisco se encontraba en avance poblacional justo a 45 grados hacia el noreste de los Ojos de Santa Lucía —o Villa de San Luis del 1582—, posterior Ciudad Metropolitana de Nuestra Señora de Monterrey del 1596 de la cual, originalmente y por su cercanía, formaría parte. La Hacienda San Francisco se perfiló como sitio idóneo de enlace entre las minas de San Gregorio o Ciudad León (Cerralvo) y las villas de San Luis (Monterrey) y Santiago del Saltillo.
Hacia 1584, el alcalde mayor de la Villa de San Luis, Gaspar Castaño de Sosa, poseía una estancia en una hacienda de labor que había llamado San Francisco, primera de sus mercedes concedida por el primer gobernador (1579-1589) del Nuevo Reino de León, Luis de Carvajal y de la Cueva; la estancia sería destinada como lugar de descanso de viajeros. Tal hacienda comprendía un ojo de agua (los ojos de San Francisco) y cuatro caballerías de tierra. Pronto, Castaño fue comisionado a dirigirse a las minas de la Trinidad para fundar la Villa del Nuevo Almadén (Monclova) abandonando así su estancia en San Francisco.
Diego de Montemayor, del grupo político de los también portugueses antes mencionados Castaño y Carvajal, reclamó el 16 de agosto de 1585 las mercedes abandonadas y pidió otras tierras más, comprendiendo un segundo ojo de agua, con el propósito de fundar la Hacienda San Francisco. El grupo adversario desde el valle de Saltillo estaba conformado por Francisco de Urdiñola (rico minero-hacendado de Mazapil, Saltillo, Parras y Río Grande), Francisco de Villarreal, Francisco Martínez Guajardo y Juan de Tarango principalmente. Por intrigas políticas, los dirigentes de ambos grupos, Carvajal y Urdiñola, fueron llevados en calidad de presos a la ciudad de México acusado el primero de judaizante y el segundo por haber envenenado a su esposa; a Castaño lo habían sacado del juego exiliándolo en el extranjero.
Estos hechos fueron coyunturales para que un pequeño grupo emigrara desde Saltillo y se diera la fundación de Monterrey, en 1596, dando por sentado que la Hacienda San Francisco quedaba en leguas dentro de un cuadrado, que debió haber sido probablemente de un grado (“banda” sobre un mapa) de longitud terrestre por otro tanto de latitud, cuyo centro estaría en los Ojos de Santa Lucía de la ciudad metropolitana fundada.
Cabe señalar que la legua fue una medida antigua de viaje itinerario que indicaba más bien velocidad: distancia recorrida en una hora por un hombre a pie o a caballo; la referencia en medida longitudinal a finales del siglo XVI era que por cada grado de longitud, en que el planeta está dividido a manera de bandas o franjas, había 17 y media leguas castellanas (pasaría a 20 en el siglo XVII). Así, de 17, 5 leguas al grado de longitud (100 kilómetros con 333 metros por grado, medidos en la latitud de los Ojos de Santa Lucía, o 2787 centímetros por segundo), nos da 5 kilómetros con 733 metros por legua. Con el cálculo anterior, se puede inferir que la capilla San Francisco, mencionada más delante, habría distanciado en línea recta unas tres leguas del actual centro histórico de Monterrey. Así era conocida la Hacienda San Francisco en 1830: Posada situada a 3 leguas de la Capital dentro de su Distrito.
Dos personajes, llegados algo después de la fundación de Monterrey, serían piezas clave para la Hacienda San Francisco: Marcos Alonso de la Garza y su cuñado José de Treviño. Este último —Joseph de Treviño, firmante como Jusepe de Trebiño, casado con Leonor de Ayala e hijo de Diego de Treviño y Alcocer y de Beatriz de Quintanilla— era un rico y acaudalado minero, en Zacatecas y Durango, quien ya en 1603 aparece como dueño de tierras del Topo (actual municipio de Escobedo, Nuevo León) para el cultivo de trigo y maíz en compañía con Manuel de Mederos y Diego de Huelva.
El 24 de septiembre de 1610, poco antes del deceso de Diego de Montemayor (fundador de Monterrey y gobernador, de 1596 a 1610, del ya definido políticamente Nuevo Reino de León), José de Treviño, de 45 años, le compró la Hacienda San Francisco en 4000 pesos: la transacción de las tierras incluía a cuatro caciques naturales (Namecunala, Panalequi, Cayaguama Francisco y Alaguapiame) con su gente, mujeres e hijos. Desde su residencia en la Ciudad de México, José de Treviño se estableció (a condición de darle tierras de labor, agua e indios) en la hacienda con mujer, familia, cuatro esclavos negros, diez carretas con bueyes, 1200 vacas mansas y cerreras, 1000 cabezas de ganado menor, 50 yeguas de vientre, burros, artefactos de labranza y de otro tipo para salvaguardarse de ataques de indios.
Gracias a este importante primer asentamiento duradero en el Nuevo Reino de León, se dio gran impulso empresarial a la economía local al prosperar la agricultura y la ganadería en la Hacienda San Francisco, convirtiéndose así en un centro abastecedor regional cuyo comercio se extendía hacia Saltillo, Mazapil, Zacatecas y Durango.
Hacia 1624, José de Treviño vendió la hacienda a dos de los hijos de su hermana, Juana de Treviño, casada con Marcos Alonso de la Garza Falcón procedente de centros mineros de Durango. De la Garza, su mujer y sus primeros dos hijos varones habrían llegado al Nuevo Reino de León entre 1601 y 1611. Los nombres de Blas de la Garza y Alonso de Treviño, hermanos, son manifestados el 13 de octubre de 1626 como poseedores de fierros para herrar ganado, según censo ordenado hacer por el nuevo gobernador Martín de Zavala. Hay que hacer notar que por diversas razones, el apellido portado por los individuos en esas épocas, no era forzosamente el directo de su línea paterna, a veces era tomado el de la madre a la usanza portuguesa. Los sobrinos de José de Treviño engrandecieron poblacionalmente la Hacienda San Francisco e impulsaron ya claramente hacia 1633, sobre todo Alonso de Treviño, la ganadería menor (ovejas) y por ende el inicio de la primera empresa de obraje del Noreste Novohispano en 1634: una maquiladora textil de lana; jerga, sayal y frazadas eran vendidas incluso en Zacatecas y Durango.
En la década de 1630, se dio un “Convenio celebrado entre Diego Fernández de Montemayor y los capitanes Blas de la Garza y Alonso de Treviño, sobre reclamación del primero del resto de la cantidad en que su abuelo, el gobernador Diego de Montemayor, vendió la hacienda de San Francisco al capitán Jusepe [José] de Treviño. Ante Miguel Sánchez Sáenz, alcalde ordinario. Testigos el capitán don Vicente de Saldívar, Francisco de Treviño y Nicolás de la Serna. Hacienda de San Francisco, jurisdicción de Monterrey, 1° de julio de 1633. ” (AMM vol. I, fol. 28, n.º 18).
En 1649, Alonso de León, primer cronista del Nuevo Reino de León, se refería a San Francisco como el nombre actualizado de las mercedes hasta ese año, incluyendo a la de Castaño quien unos sesenta años antes había decidido mejor incursionar hacia el norte por las montañas, desde el Nuevo Almadén (Monclova, Río Salado, Río Bravo hasta Albuquerque), en busca de minas de plata siguiendo el proyecto de exploración hacia Nuevo México, tan codiciado por los grupos políticos en guerra a finales del siglo XVI.
El capitán Blas de la Garza, justicia mayor y capitán a guerra en esta ciudad, y vecino, labrador y criador en sus términos, otorga poder al capitán Juan de la Garza, su hijo, para que ante los oficiales reales de la Real Caja de la ciudad de Zacatecas, haga postura en el remate del abasto de carne y maíz, que por cuenta de su Majestad se da en los almacenes de la frontera de la villa de Santiago del Saltillo y minas del Mazapil a la gente huachichila. Ante el alférez Lázaro de la Garza, alcalde ordinario, y Juan de Ábrego, secretario. Monterrey, 13 de junio de 1650. (AMM vol. III, fol. 10, n.º 6).
La mayor parte de la Hacienda San Francisco, abastecedora de carne y maíz, había sido adquirida finalmente por Blas de la Garza quien comprara además una parte a su hermano Alonso de Treviño, en 1643, y se repartiera luego de su muerte en 1669 a sus cinco hijos varones de apellido Garza Falcón: Blas, Lázaro, Miguel, Francisco y Juan.
Hacia la década de 1670, en la Hacienda San Francisco se llevaban a cabo ceremonias religiosas como lo demuestra la partida siguiente: al margen, “Blas español.- En primero de mayo de mil y seiscientos y setenta y tres años, Baptisé a Blas hijo de Francisco de la Garza y doña Leonor de Rentería en la capilla San Francisco. Fueron sus padrinos Miguel de la Garza y doña Gertrudis de Rentería y lo firmé. Francisco de la Cruz”, firma al calce (hoja 17v de bautismos 1668-1702 de la Catedral de Monterrey). Como curiosidad, dos hermanos (hijos de Blas de la Garza) se habían casado con dos hermanas apellidadas de Rentería, y el niño bautizado, Blas de la Garza Falcón (heredero de la Hacienda del Espíritu Santo, hoy Pesquería, Nuevo León), llegó a ser gobernador de Coahuila en el siglo XVIII.
En 1693, los herederos de Francisco de la Garza y Miguel de la Garza emprendieron litigio contra sus primos, los herederos de Blas de la Garza, sobre propiedad de un ojo de agua. En el testimonio de las diligencias del litigio, se mencionan mercedes y medidas de treinta caballerías de tierra y sitios de ganado mayor y menor de la Hacienda San Francisco, Huinalá y El Mezquital (la Vaquería).
A partir del 1700, compras, ventas, divisiones y reparticiones de la Hacienda San Francisco se sucedieron a partir de las propiedades de los hijos de Miguel de la Garza quien había fallecido tres años antes. Poco a poco, asentamientos humanos fueron delimitándose más claramente en siete haciendas de la Hacienda: Agua Fría, la Encarnación, Huinalá, San Francisco (cabecera), San Juan del Mezquital, San Miguel y Santa Rosa.
La Hacienda del Espíritu Santo de la Pesquería Chica, cuyo dueño en 1731 era Blas de la Garza Falcón (hijo de Francisco de la Garza), dejaría de considerarse como parte de la de San Francisco. Igual sucedió con la de Zacatecas años más tarde que, luego de pertenecer a una y a otra, quedó incorporada finalmente a la de Pesquería.
Formando aún parte de la jurisdicción de Monterrey, están documentados en San Francisco algunos hechos que, entre otros, dan seguimiento cronológico a la hacienda: Nicolás de Elizondo fue nombrado primer Justicia a Prevención de la Hacienda San Francisco en 1772; Pedro José Elizondo encabezó herederos y vecinos, el 28 de noviembre de 1801, requiriendo formalmente separar un pedazo de tierra para el pasteo del ganado, signando la petición trece personas. Al año siguiente, Andrés Montemayor y ocho vecinos harían un requerimiento parecido. Resoluciones en este orden se sucederían a lo largo del primer tercio del siglo XIX, incluyendo la demarcación de los límites de las haciendas.
En 1830, como ya fue mencionado, la Hacienda San Francisco era conocida como una Posada situada a 3 leguas de la Capital dentro de su Distrito; empero, casi veinte años más tarde, se informaría al Gobierno del Estado que Se halla situado este expresado Valle al Oriente, distante 5 leguas de la Capital de Monterrey. En 1842 había un San Francisco Viejo (o de Abajo) en el hoy panteón municipal, y el trazado de un San Francisco el Alto (o de Arriba) en tierras más firmes; este último sería el asiento actual de la Cabecera Municipal de Apodaca.
El 14 de marzo de 1845, José María Flores fue nombrado, por elección popular en consulta verbal, primer alcalde del primer Ayuntamiento del recién denominado Valle de San Francisco. Con ello se dieron la petición, autorización y formalidad de eventos en la cabecera tales como el establecimiento de una compañía filarmónica, la formulación de reglamentos, serenatas, conciertos, obras de teatro, censos, estadísticas y demás.
El Valle, o Hacienda San Francisco, fue definido como villa el 31 de marzo de 1851 cambiándole el nombre por el de Villa de Apodaca en honor a Salvador Apodaca y Loreto, filántropo comprometido en Nuevo León. Su nombre proviene del euskera Apodaka. Se le separó de la jurisdicción de Monterrey y se elevó así a rango de municipio al conjunto, ya bien definido, de sus antiguas siete haciendas conservándose como cabecera el actual centro de Apodaca. El primer alcalde de la villa, o ya Municipio de Apodaca en 1852, fue José María Martínez, electo el 14 de diciembre de 1851.
Hasta 1855, los apellidos frecuentes registrados en Apodaca según documentos históricos varios, fierros de ganadería y registros de funcionarios de las Administraciones Municipales habían sido: Ayala, Báez, Benavides, Caballero, Cantú, Casas (de las), Cavazos, Chapa, Cruz, Elizondo, Falcón, Fernández, Flores, García, Garza (de la), Gómez, González, Guajardo, Guerrero, Leal, Lobo, Lozano, Luna (de), Martínez, Melo (de), Montemayor, Navarro, Olivares, Peña, Pruneda, Quintanilla, Rentería, Ramones, Rodríguez, Saldívar, Salinas, Sáenz, Sánchez, Sepúlveda, Serna, Solís, Treviño, Uresti, Valdés, Villarreal y Zambrano.
Apellidos que aparecen posteriormente hasta 1930 serían: Arrambide, Bautista, Buentello, Cárdenas, Castro, Carvajal, Castillón, Dávila, Díaz, Escamilla, Esparza, Gutiérrez, Hernández, Howerton, Iglesias, Méndez, Mireles, Monfort, Moreno, Pacheco, Páis, Peché, Pérez, Quiroga, Reyes, Sosa, Silva, Taboada, Tijerina y Valdez. Apellidos que aparecen después de 1930 hasta la fecha están: Treviño, Lozano, Guajardo, Elizondo, Flores, García, Garza y Zambrano.
En el centenario de la municipalidad, 1951, Israel Cavazos Garza y Roberto Garza Osuna publicaron la primera monografía de Apodaca bajo el encargo de Armando Zambrano Elizondo, a la sazón, alcalde del municipio. En la década de 1960, Apodaca se incorpora a la zona metropolitana de Monterrey junto con los municipios de Santa Catarina y General Escobedo.
El 7 de mayo de 1981, a instancias del presidente municipal, Claro Francisco Escamilla Martínez, la Villa de Apodaca fue elevada al rango de Ciudad Apodaca sin la pérdida de la identidad con su Santo Patrono de la parroquia de San Francisco de Asís, en la Cabecera Municipal, centro administrativo del Municipio.
Al año de 2011, Apodaca cumplió 160 años de municipalidad compartiendo 415 años de fundación con la Ciudad Metropolitana de Nuestra Señora de Monterrey. En su escudo, diseñado y aprobado el 27 de marzo de 1981 luego de concurso, se marcan los años 1585-1851 queriendo manifestar la antigüedad del proyecto de fundación, como primer objetivo, de Diego de Montemayor.

## Geografía
Ciudad Apodaca se ubica dentro hacia el suroeste del municipio de Apodaca, en los límites con los municipios de General Escobedo, Guadalupe y San Nicolás de los Garza. Los suelos predominantes son el chernozem, fluvisol, kastañozem, leptosol, phaeozem y el vertisol.

### Clima
Ciudad Apodaca cuenta con dos tipos de clima: el semiseco muy cálido, que predomina en la mayor parte de la ciudad, y el semicálido subhúmedo con lluvias escasas todo el año, que predomina en el sureste. Tiene una temperatura media anual de 21.8 °C y una precipitación media anual de 588.5 mm.
| Parámetros climáticos promedio de Ciudad Apodaca, Nuevo León | Parámetros climáticos promedio de Ciudad Apodaca, Nuevo León | Parámetros climáticos promedio de Ciudad Apodaca, Nuevo León | Parámetros climáticos promedio de Ciudad Apodaca, Nuevo León | Parámetros climáticos promedio de Ciudad Apodaca, Nuevo León | Parámetros climáticos promedio de Ciudad Apodaca, Nuevo León | Parámetros climáticos promedio de Ciudad Apodaca, Nuevo León | Parámetros climáticos promedio de Ciudad Apodaca, Nuevo León | Parámetros climáticos promedio de Ciudad Apodaca, Nuevo León | Parámetros climáticos promedio de Ciudad Apodaca, Nuevo León | Parámetros climáticos promedio de Ciudad Apodaca, Nuevo León | Parámetros climáticos promedio de Ciudad Apodaca, Nuevo León | Parámetros climáticos promedio de Ciudad Apodaca, Nuevo León | Parámetros climáticos promedio de Ciudad Apodaca, Nuevo León |
| Mes                                                          | Ene.                                                         | Feb.                                                         | Mar.                                                         | Abr.                                                         | May.                                                         | Jun.                                                         | Jul.                                                         | Ago.                                                         | Sep.                                                         | Oct.                                                         | Nov.                                                         | Dic.                                                         | Anual                                                        |
| ------------------------------------------------------------ | ------------------------------------------------------------ | ------------------------------------------------------------ | ------------------------------------------------------------ | ------------------------------------------------------------ | ------------------------------------------------------------ | ------------------------------------------------------------ | ------------------------------------------------------------ | ------------------------------------------------------------ | ------------------------------------------------------------ | ------------------------------------------------------------ | ------------------------------------------------------------ | ------------------------------------------------------------ | ------------------------------------------------------------ |
| Temp. máx. abs. (°C)                                         | 40.0                                                         | 42.0                                                         | 48.0                                                         | 50.0                                                         | 47.5                                                         | 46.0                                                         | 47.0                                                         | 45.0                                                         | 44.0                                                         | 41.0                                                         | 41.0                                                         | 38.0                                                         | 50.0                                                         |
| Temp. máx. media (°C)                                        | 22.9                                                         | 24.7                                                         | 29.5                                                         | 33.1                                                         | 35.0                                                         | 36.9                                                         | 37.2                                                         | 37.3                                                         | 34.0                                                         | 30.0                                                         | 26.4                                                         | 23.3                                                         | 30.9                                                         |
| Temp. media (°C)                                             | 14.0                                                         | 15.4                                                         | 19.5                                                         | 23.3                                                         | 25.8                                                         | 27.8                                                         | 28.0                                                         | 28.2                                                         | 25.7                                                         | 21.7                                                         | 17.7                                                         | 14.5                                                         | 21.8                                                         |
| Temp. mín. media (°C)                                        | 5.1                                                          | 6.1                                                          | 9.5                                                          | 13.5                                                         | 16.7                                                         | 18.8                                                         | 18.9                                                         | 19.0                                                         | 17.5                                                         | 13.5                                                         | 9.0                                                          | 5.7                                                          | 12.8                                                         |
| Temp. mín. abs. (°C)                                         | -6.5                                                         | -7.5                                                         | -5.0                                                         | 0.0                                                          | 2.5                                                          | 7.0                                                          | 8.0                                                          | 7.0                                                          | 3.0                                                          | -2.0                                                         | -5.0                                                         | -8.5                                                         | -8.5                                                         |
| Precipitación total (mm)                                     | 16.4                                                         | 19.8                                                         | 15.5                                                         | 39.9                                                         | 51.5                                                         | 63.2                                                         | 65.9                                                         | 68.7                                                         | 150.8                                                        | 54.1                                                         | 20.4                                                         | 22.3                                                         | 588.5                                                        |
| Días de precipitaciones (≥ 1 mm)                             | 3.5                                                          | 3.6                                                          | 2.7                                                          | 3.9                                                          | 5.4                                                          | 4.6                                                          | 3.9                                                          | 5.2                                                          | 8.1                                                          | 5.1                                                          | 3.3                                                          | 3.5                                                          | 52.8                                                         |
| Fuente: Servicio Meteorológico Nacional.                     |                                                              |                                                              |                                                              |                                                              |                                                              |                                                              |                                                              |                                                              |                                                              |                                                              |                                                              |                                                              |                                                              |

## Demografía
Ciudad Apodaca cuenta en 2020 con una población de 536,436 habitantes según datos del XIV Censo de Población del Instituto Nacional de Estadística y Geografía (INEGI) representando un aumento de 69,279 habitantes respecto al Censo del 2010. Es por su población la 3.ª ciudad más poblada de Nuevo León solo por debajo de Monterrey y Guadalupe. Así mismo es la 32.ª ciudad más poblada de México.
| Gráfica de evolución demográfica de Apodaca entre 1900 y 2020                                     |
|                                                                                                   |
| Población de los censos del Instituto Nacional de Estadística y Geografía (INEGI) de 1900 a 2020. |

### Atracciones Turísticas
- La Parroquia de San Francisco ubicada frente a la Plaza principal, lado oriente. Se construyó en 1848. La torre del campanario se concluyó en 1966.
- Presidencia Municipal de Apodaca. Se encuentra en la Plaza principal, lado poniente. Construido en 1976, con un estilo modernista, con el cual se sustituyó el antiguo edificio similar.
- Monumento al maestro Moisés Sáenz. Localizado en la Plaza del poblado El Mezquital. Es una obra del escultor capitalino José L. Ruiz, develado en 1962.
- Monumento al Primer Poblador Europeo. El 26 de septiembre de 1995, la instalación de una placa en homenaje a Gaspar Castaño de Sosa, primer poblador europeo. Está colocado en el poblado Ojo de Agua.[9]

### Cultura
Las fiestas populares y los días de fiesta en las plazas principales de los cascos de Apodaca están asociadas, principalmente, a las religiosas relativas a los santos patronos del municipio:
| Festividad                  | Fecha                                             | Poblado                      |
| --------------------------- | ------------------------------------------------- | ---------------------------- |
| San Francisco de Asís       | 4 de octubre                                      | Cabecera                     |
| La Virgen de Guadalupe      | 12 de diciembre                                   | Agua Fría                    |
| San José                    | 19 de marzo                                       | Huinalá y Rinconada Colonial |
| San Miguel Arcángel         | 29 de septiembre                                  | Agua Fría                    |
| La Virgen de la Encarnación | 25 de marzo                                       | La Encarnación               |
| San Juan                    | Feria del 12 de junio al 28 (24 de junio Pólvora) | El Mezquital                 |
| Santa Rosa de Lima          | 30 de agosto                                      | Santa Rosa                   |

El nombre primigenio de cada una de las antiguas siete haciendas históricas, en general correspondía al nombre del santo o santa patrona. Con variantes en cada uno de estos lugares, usualmente la tradición brinda misa de gallo y/o serenata (la víspera) al santo, y a otros ciudadanos, con mariachi y bandas musicales principalmente con tambora; hay igualmente quema de pólvora; desde una semana antes, se instalan juegos mecánicos, lotería, puestos con venta de comida típica; el mero día, hay grupos de danzantes principalmente matachines, misa, verbena popular y fuegos artificiales.

## Gastronomía
Desde sus inicios históricos, Apodaca se perfiló con una vocación ganadera como abastecedor principalmente de carne, los platillos típicos tienen como base su ganado especialmente vacuno, superado en la actualidad por el porcino. Es renombrada la calidad de su carne de res para cortes en restaurantes, parrilladas familiares y, sobre todo, en barbacoa cocida en pozo a veces con hojas de maguey o los chicharrones de ubre de vaca.
Se producen igualmente quesos de vaca tipo panela y asadero, algunas cremas y jocoque. La producción de leche le ha dado fama a la región, principalmente en la industria del queso, a tal punto en el que se decía que Apodaca era "La Capital del Queso" en Nuevo León.
Se proponen igualmente platillos con otras carnes: de cabra en panzate, platillo que aprovecha la sangre del animal y se coce bajo tierra, cabrito al pastor, chicharrones y carnitas de puerco, cocidas éstas a veces con leche de vaca. El borrego a la griega, asado, y su carne en panzate.
La manifestación de su vocación agrícola histórica como productor y abastecedor de maíz, caña de azúcar e incluso de miel de abeja, principalmente, no nos llega tanto actualmente como la ganadera reflejada en su gastronomía; sin embargo, y aunque sencillos, los empalmes de frijoles con carne, tamales y los elotes asados preparados tienen el sazón de Apodaca haciendo la delicia del paladar como entremés; deliciosas también resultan sus enchiladas, sobre todo las preparadas a la entrada de la iglesia San Francisco en verbena popular por fiestas patrias, religiosas o en kermeses. Se preparan aún a nivel casero para consumo familiar conservas utilizando la cáscara de naranjas agrias, además de postres varios y repostería.

## Economía
Hasta la década de 1980, la economía apodaquense se sostenía de la producción agropecuaria pero con la llegada de las industrias, sufre un cambio que no sólo transforma la economía del municipio sino que también afecta los hábitos, estilo de vida, costumbres y tradiciones de la población.
Apodaca cuenta con una gran actividad industrial, cuenta con fraccionamientos residenciales de altos y medianos precios. La zona Aeropuerto tiene múltiples hoteles y plazas comerciales que han densificado la zona en los últimos años. En Apodaca se encuentra DMMI, empresa dedicada a la automatización y fabricación de hornos industriales para fundición de aluminio.

## Educación
En 1961, se construye la primera escuela secundaria del maestro Moisés Sáenz Garza, considerado como el creador de la enseñanza secundaria en el país. El establecimiento de este plantel fue un hito en la historia apodaquense ya que permite, a los jóvenes de la época, participar en actividades deportivas y culturales que no se realizaban anteriormente.
Hasta el ciclo escolar 1995-1996, se registraron 190 escuelas que, por nivel, se desglosan de la siguiente manera:
- 16 secundarias generales.
- 10 secundarias técnicas.
- Preparatoria general de la UANL (Preparatoria N. º 1 Apodaca, Colegio Civil de Nuevo León).
- 5 preparatorias técnicas: Escuela Industrial y Preparatoria Técnica «Álvaro Obregón», Preparatoria «Técnica Médica», centro de bachillerato tecnológico industrial y de servicios n.º 53 «CBTis 53», CONALEP y Cecyte Apodaca.
- 2 Centros de Capacitación para el Trabajo Industrial: «CECATi 192», «escuela para el trabajo Apodaca» (Pueblo Nuevo).
- 1 universidad pública: «Universidad Politécnica de Apodaca».

## Salud
La Cruz Roja se ubicaba en el cruce de las calles de Santa Lucía y Padre Mier del Fraccionamiento Moderno Apodaca. Patrocinada por la Universidad Autónoma de Nuevo León, esta institución proporciona servicios tales como: consulta externa, curaciones, pláticas educativas, urgencias, exámenes de laboratorio y atención ortopédica.
Unidad de Medicina Familiar no. 19 del Instituto mexicano del Seguro Social (IMSS). Fue inaugurada el 15 de abril de 1964. Algunos de los servicios que brinda son: consulta de medicina familiar, odontología, urgencias, inyectable, farmacia, laboratorio, rayos x con aplicación de encefalograma, medicina del trabajo y exámenes de laboratorio.
IMSS Hospital General de Zona n.º 67, ubicado frente al aeropuerto internacional, inaugurado en 2010.
IMSS unidad de medicina familiar n.º 66 en la colonia Pueblo Nuevo.
Además de diversos centros de salud de la Universidad Autónoma de Nuevo León "UANL", así como también clínicas y centros médicos privados.

## Deporte
El gimnasio que da sede a la Subsecretaria de Deportes se inauguró el 21 de diciembre de 1987, en el cruce de las calles Elías Flores y Matamoros.

Se ofrecen más de 30 disciplinas deportivas en Apodaca para deporte convencional y deporte adaptado. Y sus deportistas, se encuentran dentro de los primeros lugares en las Olimpiadas Estatales.

Actualmente se cuenta con 18 gimnasios municipales:

- Centro - Centenario del Ejército Mexicano
- Álamos del Parque
- Ébanos
- Ébanos Norte
- Paseo de Santa Rosa
- Portal del Valle
- Palmas
- Villa de San Carlos
- Noria Norte
- Bosques de San Miguel
- Luis Donaldo Colosio
- Paseo de las Flores
- Balcones de Santa Rosa
- Cosmópolis
- Fundadores
- Margaritas
- Cieneguita
- Moisés Sáenz

## Medios de comunicación
En el municipio de Apodaca se localiza el aeropuerto internacional "Mariano Escobedo" y el aeropuerto Del Norte. Otros medios de comunicación son: radio, teléfono, televisión, correo, telégrafo, télex, diarios y revistas, de diversos géneros, tanto de la ciudad de Monterrey como de la Ciudad de México y Estados Unidos.

## Vías de comunicación
Cuenta con las siguientes carreteras:
- Monterrey-Miguel Alemán
- Monterrey-Apodaca (antigua carretera a Roma)
- Monterrey-Laredo

La ruta del Transmetro San Nicolás-Apodaca ofrece a los habitantes de este municipio conexión con el metro.
Otra carretera que pasa por el municipio es el anillo vial, que atraviesa el municipio de noroeste a sur, conectando al municipio con el municipio Benito Juárez (villa Juárez) y Guadalupe al sur y General Escobedo al norte. Pasando por los poblados de Santa Rosa, Apodaca, Huinalá (en donde lleva varios nombres, por ejemplo: carretera Santa Rosa-Laredo, carretera Santa rosa-Apodaca, carretera Apodaca-Huinalá y carretera Huinalá-Villa de Juárez); así como también carreteras locales que comunican el municipio de Apodaca con sus vecinos.

### Aeropuertos
1. Aeropuerto Internacional Mariano Escobedo. Público.
2. Aeropuerto Internacional del Norte. Privado.